# 奥古斯特·多曼
奥古斯特·多曼（法語：Auguste Daumain，1877年7月31日—？），法国男子自行车运动员。他曾代表法国参加1900年夏季奥林匹克运动会自行车比赛，获得男子25公里赛铜牌。